# Anthoceros
Genre
Classification phylogénétique
Anthoceros est le genre typique du groupe des Anthocérotes et appartient à la famille des Anthocerotaceae. Ce genre est réparti dans le monde entier.

## Phytonymie
Le nom Anthoceros vient du grec anthos, fleur et ceros, corne, littéralement « fleur en corne », allusion aux sporophytes caractéristiques en forme de corne que produisent toutes les Anthocérotes.

## Description
Les espèces d'Anthoceros se caractérisent par un thalle vert de petite à moyenne taille plus ou moins lobé le long des marges. Les spores sont gris foncé, brun foncé ou noires, c'est la façon la plus facile de distinguer les espèces d’ Anthoceros de celles du genre apparenté Phaeoceros, qui produit des spores qui sont jaunes.
Les sporophytes d'Anthoceros sont plus grands et beaucoup plus complexes que ceux de Riccia, Marchantia et Pellia. Il se différencie en un pied, une constriction comme zone intermédiaire et une capsule. Il n'y a pas de seta. Il se forme en grappes à partir de la surface dorsale du thalle, chacune entourée à la base d'un involucre tubulaire.
Les espèces d'Anthoceros sont hôtes d'une espèce de Nostoc, une relation symbiotique dans laquelle Nostoc fournit de l'azote à son hôte par le biais de cellules connues sous le nom d'hétérocystes, et qui sont capables d'effectuer la photosynthèse. Les colonies de Nostoc sont présentes sur la surface ventrale inférieure et sont visibles sous forme de taches bleu-vert qui s'ouvrent vers l'extérieur par des pores visqueux. 
Les espèces d’Anthocérotes poussent dans les sols argileux humides des collines, dans les fossés et dans les creux humides entre les roches. La plante adulte est le gamétophyte. Le thalle est translucide. 

## Liste d'espèces
Selon BioLib (4 mars 2019) :
- Anthoceros adscendens Lehm. & Lindenb.
- Anthoceros agrestis Paton
- Anthoceros alpinus Paton
- Anthoceros angustus Steph.
- Anthoceros bharadwajii Udar & A.K. Asthana
- Anthoceros capricornii Cargill & G.A.M.Scott
- Anthoceros caucasicus Stephani
- Anthoceros donnelli Aust.
- Anthoceros erectus Kashyap
- Anthoceros ferdinandi-muelleri Steph.
- Anthoceros fertilis Steph.
- Anthoceros fragilis Steph.
- Anthoceros fusiformis Austin
- Anthoceros lamellatus Steph.
- Anthoceros laminifer Steph.
- Anthoceros macounii M.A. Howe
- Anthoceros macrosporus Steph.
- Anthoceros myriandroecius Steph.
- Anthoceros neesii Prosk.
- Anthoceros orizabensis (Stephani) Hässel
- Anthoceros pandei Udar & A.K.Asthana
- Anthoceros patagonicus Hässel
- Anthoceros punctatus L.
- Anthoceros rosulans J.Haseg.
- Anthoceros sambesianus Steph.
- Anthoceros scariosus Austin
- Anthoceros subtilis Steph.
- Anthoceros telaganus Steph.
- Anthoceros tristanianus J.C.Villarreal
- Anthoceros tuberculatus Lehm. & Lindenb.

Selon Catalogue of Life (4 mars 2019) :
- Anthoceros adscendens Lehm. & Lindenb.
- Anthoceros aethyopicus Gola
- Anthoceros agrestis Paton
- Anthoceros alpinus Steph.
- Anthoceros angustifolius Gottsche, Lindenb. & Nees
- Anthoceros angustus Steph.
- Anthoceros bharadwajii Udar & A.K.Asthana
- Anthoceros brunnthaleri Steph.
- Anthoceros buettneri Steph.
- Anthoceros capricornii Cargill & G.A.M.Scott
- Anthoceros caucasicus Steph.
- Anthoceros cavernosus Steph.
- Anthoceros chambensis Kashyap
- Anthoceros chungii Khanna
- Anthoceros crispatus Griff.
- Anthoceros dimorphus Sim
- Anthoceros erectus Kashyap
- Anthoceros expansus (Steph.) J.C.Villarreal & Cargill
- Anthoceros ferdinandi-muelleri Steph.
- Anthoceros fragilis Steph.
- Anthoceros fusiformis Austin
- Anthoceros gasongorii Gola
- Anthoceros granulatus Gottsche
- Anthoceros harrisanus (Steph.) Parihar
- Anthoceros helmsii Steph.
- Anthoceros jamesonii Taylor ex Mitt.
- Anthoceros javanicoides H.A.Mill.
- Anthoceros jungermannioides Schwein.
- Anthoceros kajumas (K.I.Goebel) Prosk.
- Anthoceros koshii Khanna
- Anthoceros lamellatus Steph.
- Anthoceros laminifer Steph.
- Anthoceros macounii M.Howe
- Anthoceros macrosporus Steph.
- Anthoceros maritimus Steph.
- Anthoceros megasporus Meijer
- Anthoceros mildbraedii Steph.
- Anthoceros muscoides Colenso
- Anthoceros myriandroecius Steph.
- Anthoceros natalensis Steph.
- Anthoceros neesii Prosk.
- Anthoceros niger Steph.
- Anthoceros orizabensis (Steph.) Hässel
- Anthoceros pandei Udar & A.K.Asthana
- Anthoceros parvifrons Steph.
- Anthoceros patagonicus Hässel
- Anthoceros peruvianus Steph.
- Anthoceros pinnatus Steph.
- Anthoceros pseudocostus Steph.
- Anthoceros punctatus L.
- Anthoceros pusillus Colenso
- Anthoceros rossoi Gola
- Anthoceros rosulans J.Haseg.
- Anthoceros sambesianus Steph.
- Anthoceros scariosus Austin
- Anthoceros schroederi Steph.
- Anthoceros serratus Steph.
- Anthoceros simulans M.Howe
- Anthoceros spongiosus Steph.
- Anthoceros subtilis Steph.
- Anthoceros telaganus Steph.
- Anthoceros tristanianus J.C.Villarreal, J.J.Engel & Váňa
- Anthoceros tuberculatus Lehm. & Lindenb.
- Anthoceros venosus Lindenb. & Gottsche

Selon ITIS (4 mars 2019) :
- Anthoceros adscendens Lehm. & Lindenb.
- Anthoceros agrestis Paton
- Anthoceros alpinus Steph.
- Anthoceros angustifolius Gottsche
- Anthoceros angustus Steph.
- Anthoceros bharadwajii Udar & A.K. Asthana
- Anthoceros buettneri Steph.
- Anthoceros capricornii Cargill & G.A.M. Scott
- Anthoceros caucasicus Steph.
- Anthoceros cavernosus Steph.
- Anthoceros chambensis Kashyap
- Anthoceros chungii Khanna
- Anthoceros crispatus Griff.
- Anthoceros dimorphus Sim
- Anthoceros erectus Kashyap
- Anthoceros expansus (Steph.) J.C. Villarreal & Cargill
- Anthoceros ferdinandi-muelleri Steph.
- Anthoceros fragilis Steph.
- Anthoceros fusiformis Austin
- Anthoceros gasongorii Gola
- Anthoceros granulatus Gottsche
- Anthoceros harrisanus (Steph.) Parihar
- Anthoceros helmsii Steph.
- Anthoceros jamesonii Taylor ex Mitt.
- Anthoceros javanicoides H.A. Mill.
- Anthoceros jungermannioides Schwein.
- Anthoceros kajumas (K.I. Goebel) Prosk.
- Anthoceros koshii Khanna
- Anthoceros lamellatus Steph.
- Anthoceros laminifer Steph.
- Anthoceros macounii M. Howe
- Anthoceros macrosporus Steph.
- Anthoceros maritimus Steph.
- Anthoceros megasporus Meijer
- Anthoceros muscoides Colenso
- Anthoceros myriandroecius Steph.
- Anthoceros natalensis Steph.
- Anthoceros neesii Prosk.
- Anthoceros niger Steph.
- Anthoceros orizabensis (Steph.) Hässel
- Anthoceros pandei Udar & A.K. Asthana
- Anthoceros patagonicus Hässel
- Anthoceros peruvianus Steph.
- Anthoceros pinnatus Steph.
- Anthoceros punctatus L.
- Anthoceros pusillus Colenso
- Anthoceros rosulans J. Haseg.
- Anthoceros sambesianus Steph.
- Anthoceros scariosus Austin
- Anthoceros schroederi Steph.
- Anthoceros serratus Steph.
- Anthoceros simulans M. Howe
- Anthoceros spongiosus Steph.
- Anthoceros subtilis Steph.
- Anthoceros telaganus Steph.
- Anthoceros tristanianus J.C. Villarreal
- Anthoceros tuberculatus Lehm. & Lindenb.
- Anthoceros venosus Lindenb. & Gottsche

Selon The Plant List (4 mars 2019) :
- Anthoceros adscendens Lehm. & Lindenb.
- Anthoceros aethyopicus Gola
- Anthoceros agrestis Paton
- Anthoceros angustus Stephani
- Anthoceros argillaceus (Stephani) Verd.
- Anthoceros bharadwajii Udar & A. K. Asthana
- Anthoceros brunnthaleri Stephani
- Anthoceros buettneri Stephani
- Anthoceros callistictus Spruce
- Anthoceros capricornii D. Cargill & G.A.M. Scott
- Anthoceros carolinianus Michx.
- Anthoceros caucasicus Stephani
- Anthoceros chevalieri Stephani
- Anthoceros chungii Khanna
- Anthoceros coriaceus (Stephani) Stotler
- Anthoceros crispulus (Mont.) Douin
- Anthoceros cristatus Stephani
- Anthoceros dilatatus Stephani
- Anthoceros dimorphus Sim
- Anthoceros donnellii Austin
- Anthoceros flavens Spruce
- Anthoceros floribundus Stephani
- Anthoceros formosae Stephani
- Anthoceros fuciformis Mont.
- Anthoceros fusiformis Austin
- Anthoceros gasangorii Gola
- Anthoceros gemmifer Horik.
- Anthoceros incurvus Stephani
- Anthoceros javanicoides H.A. Mill.
- Anthoceros laevis L.
- Anthoceros lamellatus Stephani
- Anthoceros macounii M. Howe
- Anthoceros meridionalis Stephani
- Anthoceros mildbraedii Stephani
- Anthoceros mohrii Austin
- Anthoceros multifidus L.
- Anthoceros myriandraecius Stephani
- Anthoceros natalensis Stephani
- Anthoceros neesii Prosk.
- Anthoceros orizabensis (Stephani) Hässel de Menéndez
- Anthoceros parvifrons Stephani
- Anthoceros patagonicus Hässel de Menéndez
- Anthoceros pearsonii M. Howe
- Anthoceros pichinchensis Spruce
- Anthoceros pinnatus Stephani
- Anthoceros punctatus L.
- Anthoceros rossoi Gola
- Anthoceros rosulans J. Haseg.
- Anthoceros sambesianus Stephani
- Anthoceros schroederi Stephani
- Anthoceros squamuliger Spruce
- Anthoceros subbrevis J. Haseg.
- Anthoceros tenuissimus Stephani
- Anthoceros tigrinus Gola
- Anthoceros tuberulatus Lehm. & Lindenb.
- Anthoceros verruculosus J. Haseg.
- Anthoceros volkensii Stephani

Selon Tropicos (4 mars 2019) (Attention liste brute contenant possiblement des synonymes) :
- Anthoceros adscendens Lehm. & Lindenb.
- Anthoceros aethyopicus Gola
- Anthoceros affinis Schiffn.
- Anthoceros agrestis Paton
- Anthoceros alatifrons Steph.
- Anthoceros alpinus Steph.
- Anthoceros amboinensis Schiffn.
- Anthoceros andinus Steph.
- Anthoceros aneuriformis Steph.
- Anthoceros angustifolius Gottsche, Lindenb. & Nees
- Anthoceros angustus Steph.
- Anthoceros anthoceros Steph.
- Anthoceros apiahynus Steph.
- Anthoceros appendiculatus Steph.
- Anthoceros arachnoideus Steph.
- Anthoceros areolatus (Steph.) P.C. Chen ex Y. Jia & S. He
- Anthoceros argentinus J.B. Jack & Steph.
- Anthoceros argillaceus (Steph.) Verd.
- Anthoceros arsenii Steph.
- Anthoceros assamicus Kachroo
- Anthoceros atlanticus Steph.
- Anthoceros australiae Beauverd
- Anthoceros autoicus Steph.
- Anthoceros beltranii Casares-Gil
- Anthoceros bharadwajii Udar & A.K. Asthana
- Anthoceros bolanderi Steph.
- Anthoceros bolusii Sim
- Anthoceros brasiliensis Raddi
- Anthoceros breutelii Gottsche
- Anthoceros brevicapsulus Steph.
- Anthoceros brotheri Steph.
- Anthoceros brunneus Steph.
- Anthoceros brunnthaleri Steph.
- Anthoceros buettneri Steph.
- Anthoceros bulbiculosus Brot.
- Anthoceros bulbifer Steph.
- Anthoceros bullatospongiosus A. Gepp
- Anthoceros butleri Steph.
- Anthoceros caespiticius De Not.
- Anthoceros callistictus Spruce
- Anthoceros capricornii Cargill & G.A.M. Scott
- Anthoceros carnosus Steph.
- Anthoceros carolinianus Michx.
- Anthoceros cataractarum Steph.
- Anthoceros catharinensis Herzog
- Anthoceros caucasicus Steph.
- Anthoceros cavernosus Steph.
- Anthoceros chambensis Kashyap
- Anthoceros chevalieri Steph.
- Anthoceros chiloensis Steph.
- Anthoceros chungii Khanna
- Anthoceros cichoraceus Mont.
- Anthoceros colensoi Mitt.
- Anthoceros communis Steph.
- Anthoceros confusus Steph.
- Anthoceros constans Lindb.
- Anthoceros coriaceus (Steph.) Stotler
- Anthoceros costatus Steph.
- Anthoceros crassifrons Steph.
- Anthoceros crassinervis Nees
- Anthoceros crispatus Griff.
- Anthoceros crispulus (Mont.) Douin
- Anthoceros crispus Sw.
- Anthoceros cristatus Steph.
- Anthoceros cristosporus Steph.
- Anthoceros cristulatus Steph.
- Anthoceros cubanus Steph.
- Anthoceros cucullatus Steph.
- Anthoceros curnowii Steph.
- Anthoceros decurvus Mitt.
- Anthoceros dendroceroides Steph.
- Anthoceros denticulatus Lehm.
- Anthoceros dichotomus Raddi
- Anthoceros dilatatus Steph.
- Anthoceros dimorphus Sim
- Anthoceros dixitianus (Mahab.) Prosk.
- Anthoceros donnellii Austin
- Anthoceros doposchegianus K.I. Goebel
- Anthoceros dussii Steph.
- Anthoceros ecklonii Steph.
- Anthoceros elegans Steph.
- Anthoceros elmeri Steph.
- Anthoceros endiviifolius Mont.
- Anthoceros erectus Kashyap
- Anthoceros esquirolii Steph.
- Anthoceros evanidus Steph.
- Anthoceros exiguus Steph.
- Anthoceros expansus (Steph.) J.C. Villarreal & Cargill
- Anthoceros falsinervius Lindenb. ex C.F.W. Meissn.
- Anthoceros faurieanus Steph.
- Anthoceros ferdinandi-muelleri Steph.
- Anthoceros fertilis Steph.
- Anthoceros fimbriatus Gottsche
- Anthoceros fissus Steph.
- Anthoceros flagellaris Mitt.
- Anthoceros flavens Spruce
- Anthoceros flexivalvis Gottsche & Nees
- Anthoceros floribundus Steph.
- Anthoceros formosae Steph.
- Anthoceros forsteri (Hook.) Nadeaud
- Anthoceros fragilis Steph.
- Anthoceros francii Hürl.
- Anthoceros fructuosus Steph.
- Anthoceros fuciformis Mont.
- Anthoceros fulvisporus Steph.
- Anthoceros fuscus Steph.
- Anthoceros fusiformis Austin
- Anthoceros gasongorii Gola
- Anthoceros gemmifer Horik.
- Anthoceros gemmulosus Schiffn. & Pandé
- Anthoceros giganteus Lehm. & Lindenb.
- Anthoceros glandulosus Lehm. & Lindenb.
- Anthoceros glaziovii Steph.
- Anthoceros gollanii Steph.
- Anthoceros gottschei Steph.
- Anthoceros gracilis Reichardt
- Anthoceros grandis Ångstr.
- Anthoceros granulatus Gottsche
- Anthoceros grosseinvolucratus Steph.
- Anthoceros gualaquizanus Steph.
- Anthoceros hallii Austin
- Anthoceros harrisanus (Steph.) Parihar
- Anthoceros havaiensis Reichardt
- Anthoceros helmsii Steph.
- Anthoceros himalayensis Kashyap
- Anthoceros hirticalyx (Steph.) Meijer
- Anthoceros hirtus Steph.
- Anthoceros hispidus Steph.
- Anthoceros hookerianus Lehm.
- Anthoceros husnotii Steph.
- Anthoceros incurvatus Steph.
- Anthoceros incurvus Steph.
- Anthoceros indicus Steph.
- Anthoceros indonesicus Prosk.
- Anthoceros inflatus Steph.
- Anthoceros jackii Steph.
- Anthoceros jamesonii Taylor ex Mitt.
- Anthoceros japonicus Steph.
- Anthoceros javanicoides H.A. Mill.
- Anthoceros javanicus Nees
- Anthoceros jollyanus Steph.
- Anthoceros joorii Austin
- Anthoceros jungermannioides Schwein.
- Anthoceros kajumas (K.I. Goebel) Prosk.
- Anthoceros kaluensis Steph.
- Anthoceros kerneri Steph.
- Anthoceros koreanus Steph.
- Anthoceros koshii Khanna
- Anthoceros kuhlmannii Herzog
- Anthoceros kuntzeanus Steph.
- Anthoceros laciniatus Schwein.
- Anthoceros laevis L.
- Anthoceros lamellatus Steph.
- Anthoceros lamellisporus Steph.
- Anthoceros laminifer Steph.
- Anthoceros latifrons Steph.
- Anthoceros leratii Steph.
- Anthoceros lescurii Austin
- Anthoceros longicapsulus Steph.
- Anthoceros longii Steph.
- Anthoceros longispirus Carrington & Pearson
- Anthoceros luzonensis Steph.
- Anthoceros macounii M. Howe
- Anthoceros macrosporus Steph.
- Anthoceros major P. Micheli ex Schmidel
- Anthoceros mamillisporus (D.C. Bhardwaj) D.C. Bhardwaj
- Anthoceros mandonii Steph.
- Anthoceros mangaloreus (Steph.) Parihar
- Anthoceros maritimus Steph.
- Anthoceros meeboldii Steph.
- Anthoceros megalosporus Gottsche
- Anthoceros megasporus Meijer
- Anthoceros melanosporus (Sull.) Austin
- Anthoceros membranaceus Colenso
- Anthoceros meridionalis Steph.
- Anthoceros mildbraedii Steph.
- Anthoceros minarum Nees
- Anthoceros minutus Mitt.
- Anthoceros miyabenus Steph.
- Anthoceros miyakeanus Schiffn.
- Anthoceros miyoshianus Steph.
- Anthoceros mohrii Austin
- Anthoceros moldavicus Tarn.
- Anthoceros monkeyanus Steph.
- Anthoceros multicapsulus Steph.
- Anthoceros multifidus L.
- Anthoceros multilobulus Lindb.
- Anthoceros muscoides Colenso
- Anthoceros myriandroecius Steph.
- Anthoceros natalensis Steph.
- Anthoceros neesii Prosk.
- Anthoceros niger Steph.
- Anthoceros nordenskjoeldii Steph.
- Anthoceros nostocoides Pearson
- Anthoceros notothyloides Steph.
- Anthoceros olneyi Austin
- Anthoceros orbicularis (Schwein.) Austin
- Anthoceros oreganus Austin
- Anthoceros orizabensis (Steph.) Hässel
- Anthoceros padangensis Steph.
- Anthoceros pallens Steph.
- Anthoceros pallidus Steph.
- Anthoceros pandei Udar & A.K. Asthana
- Anthoceros papulosus Steph.
- Anthoceros parvifrons Steph.
- Anthoceros parvisporus Steph.
- Anthoceros parvulus Schiffn.
- Anthoceros parvus Steph.
- Anthoceros patagonicus Hässel
- Anthoceros pearsonii M. Howe
- Anthoceros pellucidus Colenso
- Anthoceros peruvianus Steph.
- Anthoceros phymatodes M. Howe
- Anthoceros pichinchensis Spruce
- Anthoceros pinnatus Steph.
- Anthoceros pinnilobus Steph.
- Anthoceros planus Steph.
- Anthoceros plicatus Mitt.
- Anthoceros polyander K.I. Goebel
- Anthoceros polyandrus Steph.
- Anthoceros polymorphus Raddi
- Anthoceros pringlei Steph.
- Anthoceros propagulifer Steph.
- Anthoceros pseudocostus Steph.
- Anthoceros pulcherrimus (Steph.) Haupt
- Anthoceros punctatus L.
- Anthoceros puntatus L.
- Anthoceros pusillus Colenso
- Anthoceros raddii Corda
- Anthoceros radicellosus Steph.
- Anthoceros ravenelii Austin
- Anthoceros reticulatus Steph.
- Anthoceros rossoi Gola
- Anthoceros rosulans J. Haseg.
- Anthoceros rupicola Steph.
- Anthoceros sambesianus Steph.
- Anthoceros santosensis Steph.
- Anthoceros scariosus Austin
- Anthoceros schroederi Steph.
- Anthoceros serratus Steph.
- Anthoceros silvaticus Steph.
- Anthoceros simulans M. Howe
- Anthoceros skottsbergii Steph.
- Anthoceros speciosus J.B. Jack ex Steph.
- Anthoceros spongiosus Steph.
- Anthoceros squamuliger Spruce
- Anthoceros stableri Steph.
- Anthoceros stahlii Steph.
- Anthoceros stephanianus Beauverd
- Anthoceros stephanii Khanna
- Anthoceros stomatifer Austin
- Anthoceros stuhlmannii Steph.
- Anthoceros subalpinus Steph.
- Anthoceros subbrevis J. Haseg.
- Anthoceros subcostatus Steph.
- Anthoceros subtilis Steph.
- Anthoceros sulcatus Austin
- Anthoceros sumatranus Steph.
- Anthoceros telaganus Steph.
- Anthoceros tenax Steph.
- Anthoceros tenerrimus Steph.
- Anthoceros tenuis Spruce
- Anthoceros tenuissimus Steph.
- Anthoceros theriotii Steph.
- Anthoceros tigrinus Gola
- Anthoceros tjibodensis Meijer
- Anthoceros tristanianus J.C. Villarreal, J.J. Engel & Váňa
- Anthoceros tuberculatus Lehm. & Lindenb.
- Anthoceros tuberosus Taylor
- Anthoceros turbinatus Steph.
- Anthoceros undulatus Steph.
- Anthoceros usambarensis Steph.
- Anthoceros validus Steph.
- Anthoceros vegetans M. Howe
- Anthoceros venosus Lindenb. & Gottsche
- Anthoceros verruculosus J. Haseg.
- Anthoceros vesconianus Gottsche
- Anthoceros vesiculosus Austin
- Anthoceros vincentianus Lehm. & Lindenb.
- Anthoceros volkensii Steph.
- Anthoceros weistei Khanna
- Anthoceros wettsteinii Steph.
- Anthoceros wrightii Steph.